# Thamnotettix kotoshonis
Thamnotettix kotoshonis är en insektsart som beskrevs av Matsumura 1940. Thamnotettix kotoshonis ingår i släktet Thamnotettix och familjen dvärgstritar. Inga underarter finns listade i Catalogue of Life.